# L'Organe de l'industrie et du commerce
L'Organe de l'industrie et du commerce est un journal belge fondé en 1830. Ce quotidien est paru du 1er mai 1830 au mois d'août 1832. Il s'inscrivait dans l'opposition au nouveau gouvernement et à la cause de la révolution belge.